# Agonostomus
Agonostomus je rod tropskih riba u porodici cipala (Mugilidae) koja obuhvaća 3 vrste. Ove ribe žive u slatkim, morskim i bočatim vodama. Najviše među njima naraste vrsta Agonostomus telfairii čija se staništa nalaze oko Madagaskara, Sejšela, Anjouana i Komora. Jedina vrsta koja živi u području Kariba, atlantske obale Srednje Amerike, Floride i sjeverne obale Južne Amerike je Agonostomus monticola.
Posljednju vrstu ovog roda Agonostomus catalai opisao je Jacques Pellegrin, 1932.

## Vrste
1. Agonostomus catalai Pellegrin, 1932.
2. Agonostomus monticola (Bancroft, 1834.)
3. Agonostomus telfairii Bennett, 1832.

- Agonostomus monticola
- Agonostomus telfairii